# Zamek Giebichenstein

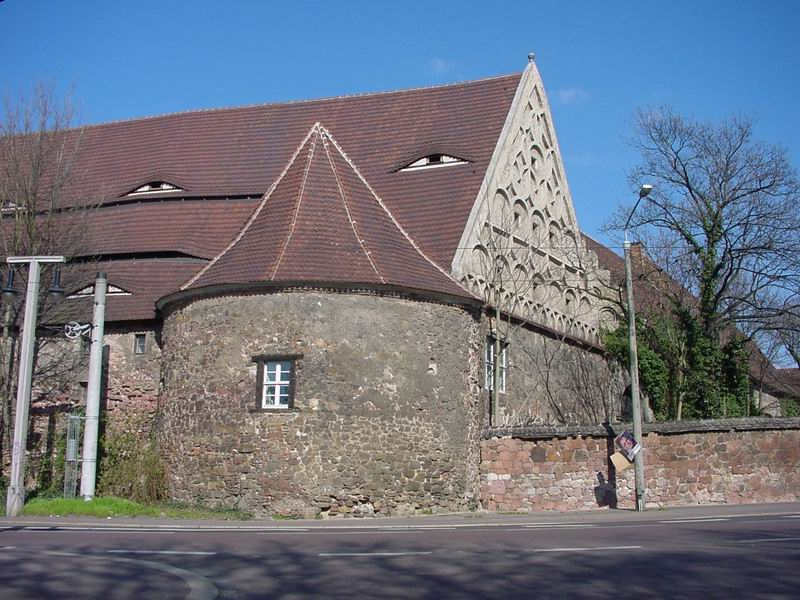
Fragment zabudowań zamku

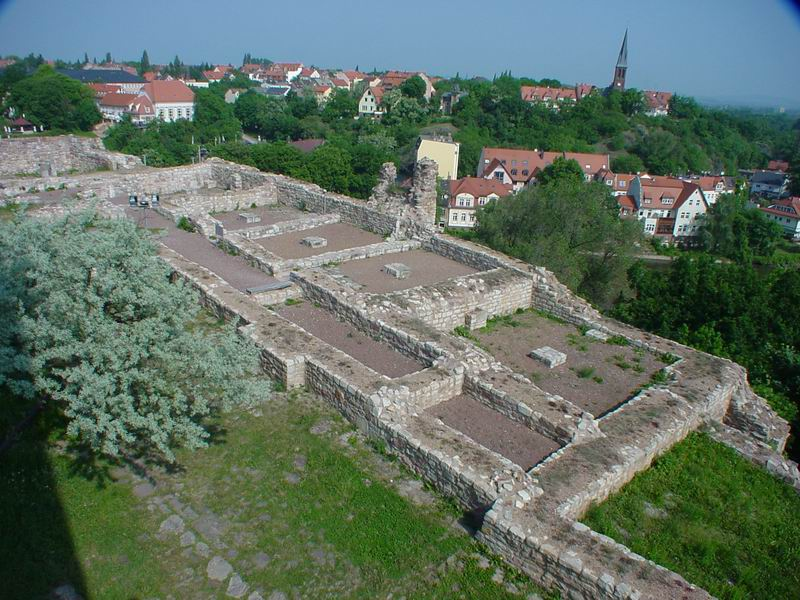
Ruiny zamku

Giebiechenstein – zamek arcybiskupów magdeburskich, zbudowany w XII w., obecnie w ruinie, znajdujący się w Niemczech, nad Soławą, obecnie w granicach miasta Halle (kraj związkowy Saksonia-Anhalt).

## Historia
Giebichenstein po raz pierwszy pojawia się w źródłach pod datą 961 jako osada pod nazwą Givican sten - cesarz Otto I nadał ją wówczas klasztorowi św. Maurycego w Magdeburgu. Dokładna lokalizacja ówczesnej warowni (w 1116 roku wzmiankowanej jako castrum Givekenstein) nie jest jednak znana. Zamek stanowił własność arcybiskupów Magdeburga, służył jednak także jako cesarskie więzienie dla zbuntowanych książąt. Wśród nich był Ludwik Skoczek, z którym związana jest na pół legendarna historia o ucieczce z więzienia dzięki skokowi z zamku do rzeki. Gośćmi zamku byli niemieccy władcy m.in. w 1157 roku Fryderyk I Barbarossa zorganizował tu naradę dotyczącą przygotowywanej wyprawy przeciwko Polsce.
W drugiej połowie XII w. arcybiskupi magdeburscy zbudowali nowy, kamienny zamek (zwany później Zamkiem Górnym, Oberburg). Składał się on wówczas z pierścienia murów obronnych umocnionego dwiema wieżami oraz części rezydencyjnej z reprezentacyjną wieżą mieszkalną i kościołem. W 1215 roku, podczas wojny Staufów z Welfami, zamek oblegał król Fryderyk II Hohenstauf. W latach 60. XIV w. Zamek Górny został rozbudowany (nadano mu przy tym charakter gotycki). Wkrótce potem zamek stał się główną siedzibą arcybiskupów. W połowie XV w. wzniesiony został Zamek Dolny (Unterburg).
Koniec świetności zamku Giebichenstein nastąpił w pierwszych latach XVI w. W 1503 roku arcybiskup Ernest Wettin zakończył budowę nowej rezydencji Moritzburg w pobliskim Halle, gdzie arcybiskupi się przenieśli, a zabudowania mieszkalne w Giebichenstein poczęto przekształcać na cele gospodarcze. W okresie wojny trzydziestoletniej zamek, na którym stacjonowały szwedzkie wojska, padł ofiarą pożaru - zniszczeniu uległ cały Górny Zamek i część Dolnego. Po tym wydarzeniu Górny Zamek ostatecznie porzucono i pozostał w stanie ruiny. 
Na przełomie XVIII i XIX w. zamek stał się ważnym symbolem niemieckiego romantyzmu - piękny park założył wokół kompozytor Johann Friedrich Reichardt, częstymi gośćmi bywali tu wielcy niemieccy poeci i pisarze, m.in. Johann Wolfgang von Goethe, Ludwig Achim von Arnim, Wilhelm Karl Grimm czy Joseph von Eichendorff, który zamek upamiętnił w swych wierszach. 
Na początku XX w. zamek zakupiło miasto Halle i w budynkach Zamku Dolnego ulokowało szkołę artystyczną – obecnie Kunsthochschule Halle - Burg Giebichenstein. Prace archeologiczne prowadzone pod koniec XX w. na Górnym Zamku pozwoliły odkryć fundamenty licznych dawnych zabudowań, m.in. kościoła zamkowego. Pochodząca z XII w. wieża bramna służy jako punkt widokowy.